# Rudolf Lucieer
 (octobre 2018).
Si vous disposez d'ouvrages ou d'articles de référence ou si vous connaissez des sites web de qualité traitant du thème abordé ici, merci de compléter l'article en donnant les références utiles à sa vérifiabilité et en les liant à la section « Notes et références ».
Rudolf Lucieer, né le 10 novembre 1942 à Haarlem, est un acteur néerlandais.

## Filmographie
- 1966 : De minder gelukkige terugkeer van Joszef Katus naar het land van Rembrandt de Wim Verstappen : Joszef Katus[2]
- 1967 : Paranoia de Adriaan Ditvoorst : Reclametekenaar[3]
- 1974 : De Stille Kracht : Van Helderen
- 1976 : Le secret de la vie de Sandy Whitelaw[4]
- 1976 : Lifespan : Le Journaliste
- 1981 : Come-Back : Prof. Vegter
- 1981 : Achter glas : Radio-reporter David
- 1982 : Van de koele meren des doods de Nouchka van Brakel[5]
- 1992 : Les Habitants de Alex van Warmerdam : Anton[6]
- 1995 : Long Live the Queen de Esmé Lammers : Professeur[7]
- 1996 : La Robe, et l'effet qu'elle produit sur les femmes qui la portent et les hommes qui la regardent de Alex van Warmerdam[8]
- 1999 : De Trein van zes uur tien de Frank Ketelaar[9]
- 2012 : Süskind de Rudolf van den Berg : De Vet[10]